# 합천향교
합천향교(陜川鄕校)는 대한민국 경상남도 합천군 야로면에 있는 향교이다. 1983년 8월 12일 경상남도의 유형문화재 제228호로 지정되었다.

## 개요
향교는 훌륭한 유학자를 제사하고 지방민의 유학교육과 교화를 위하여 나라에서 지은 교육기관이다
세종(재위 1418∼1450) 때에 세워진 후 고종 18년(1881) 홍수로 인해 합천군청을 지금의 위치로 옮기면서 같이 옮겨와 현재에 이르고 있다.
건물은 출입문인 영귀루, 공부하는 곳인 명륜당, 사당인 대성전과 동 ·서무가 있다. 배치는 명륜당이 앞에 있고 대성전이 뒤에 있는 전학후묘로 배치되어 있다.
경내에는 이 고장 출신으로 임진왜란 때 목숨을 걸고 향교를 지킨 정씨 부인의 사당이 있으며, 명륜당 대청에는 각종 현판들이 걸려있어 향교에 관한 좋은 연구자료가 된다.
조선시대에는 국가로부터 전답과 노비·전적 등을 받아 학생들을 가르쳤으나 갑오개혁(1894) 이후 제사만 지내고 있다.

## 참고 자료
- 합천향교 - 국가유산청 국가유산포털